# Coprotus disculus
Coprotus disculus är en svampart som beskrevs av Kimbr., Luck-Allen & Cain 1972. Coprotus disculus ingår i släktet Coprotus och familjen Thelebolaceae.  Arten är reproducerande i Sverige. Inga underarter finns listade i Catalogue of Life.